# دیانا بارتوویچووا
دیانا بارتوویچووا (انگلیسی: Diana Bartovičová؛ زادهٔ ۲۰ مهٔ ۱۹۹۳) بازیکن فوتبال اهل اسلواکی است.
از باشگاه‌هایی که در آن بازی کرده‌است می‌توان به باشگاه فوتبال اسلاویا پراگ اشاره کرد.
وی همچنین در تیم ملی فوتبال Slovakia بازی کرده‌است.